# Шелькріппен
Шелькріппен (нім. Schöllkrippen) — громада в Німеччині, розташована в землі Баварія. Підпорядковується адміністративному округу Нижня Франконія. Входить до складу району Ашаффенбург. Центр об'єднання громад Шелькріппен.
Площа — 12,64 км2. Населення становить 4262 ос. (станом на 31 грудня 2020).

## Галерея

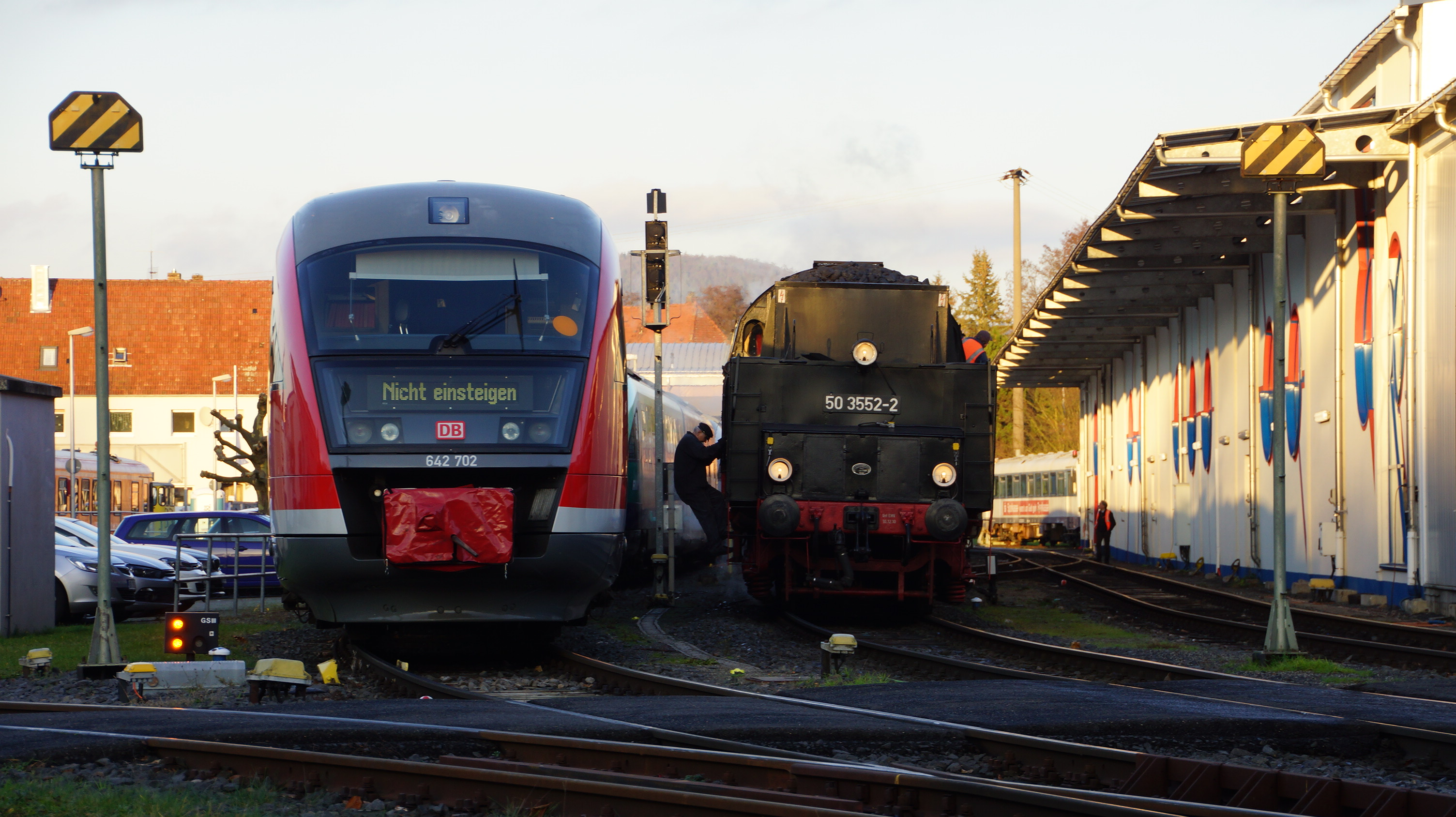
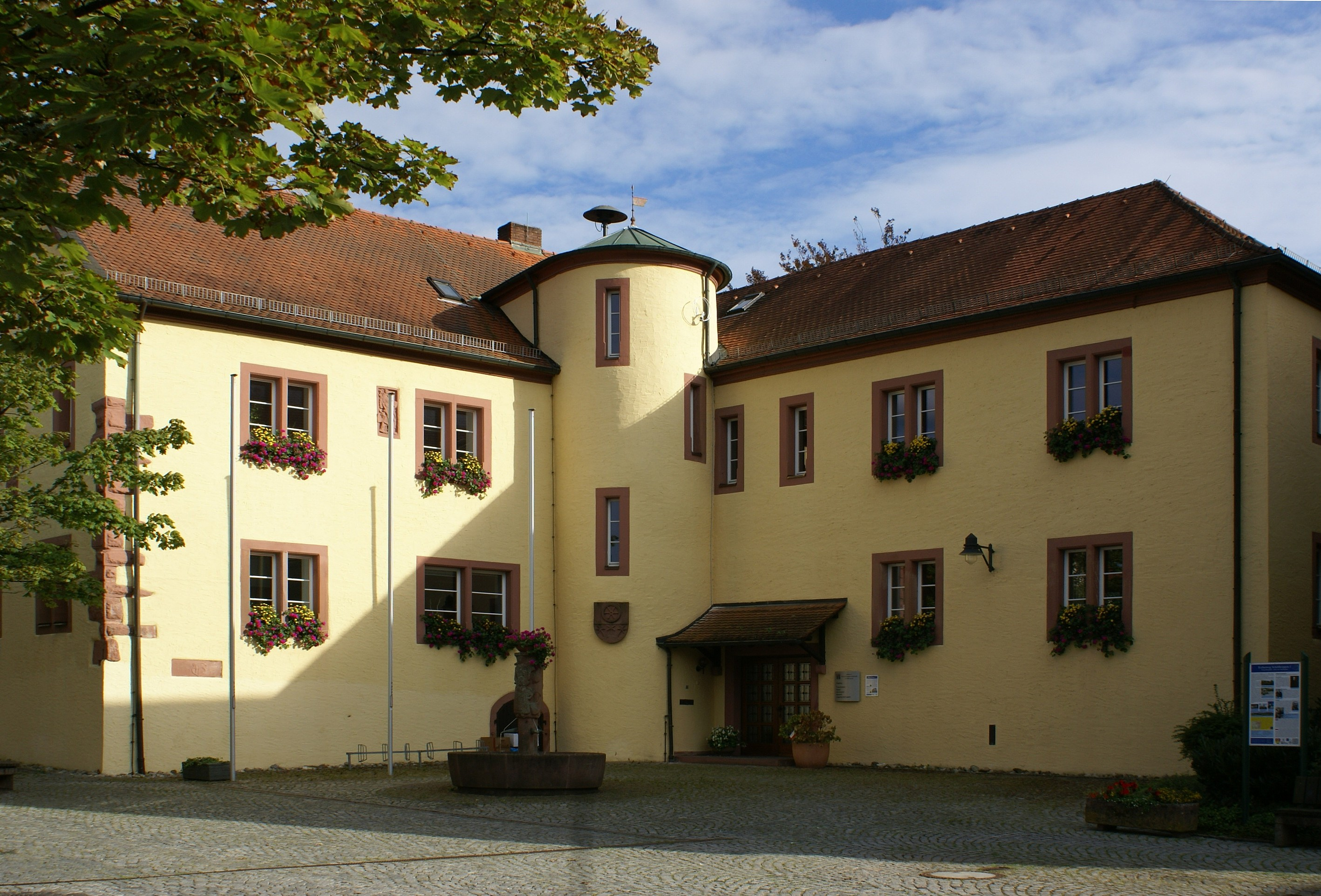
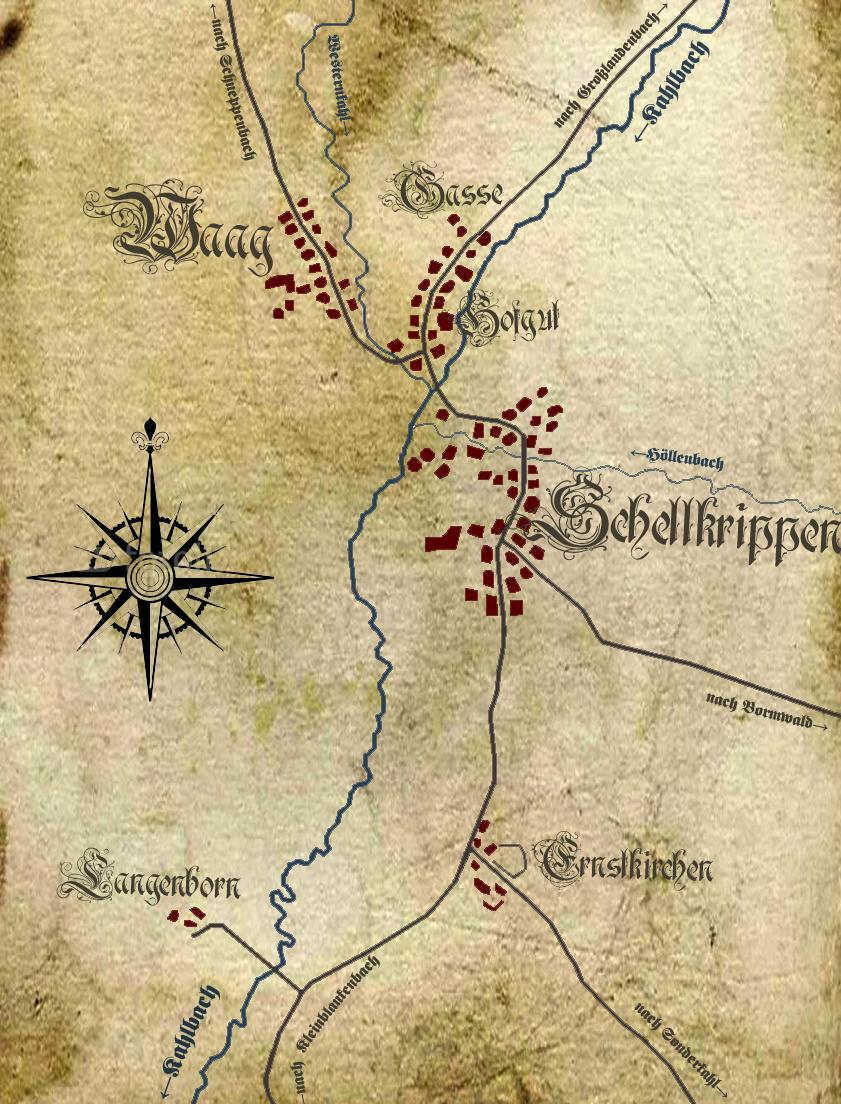
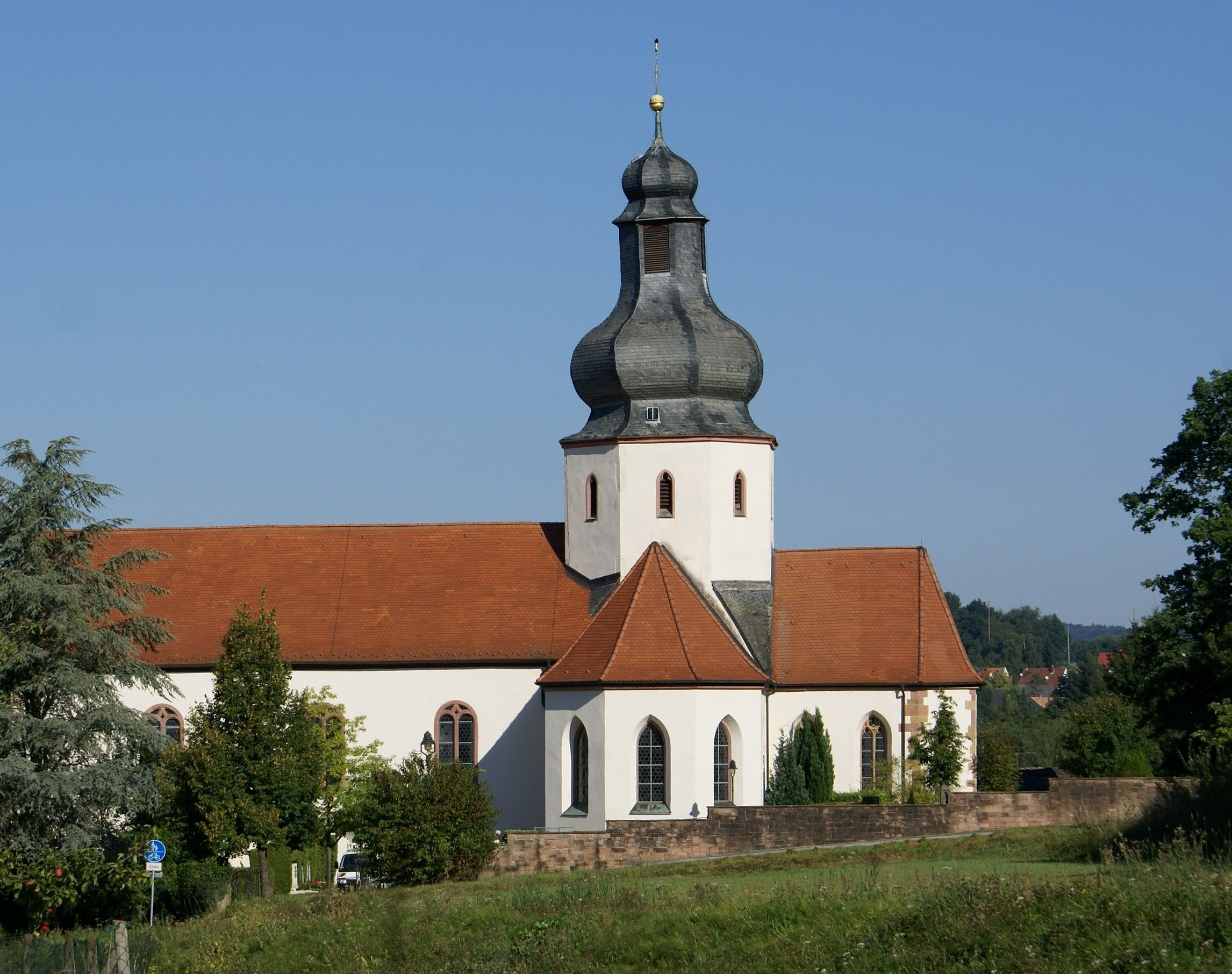
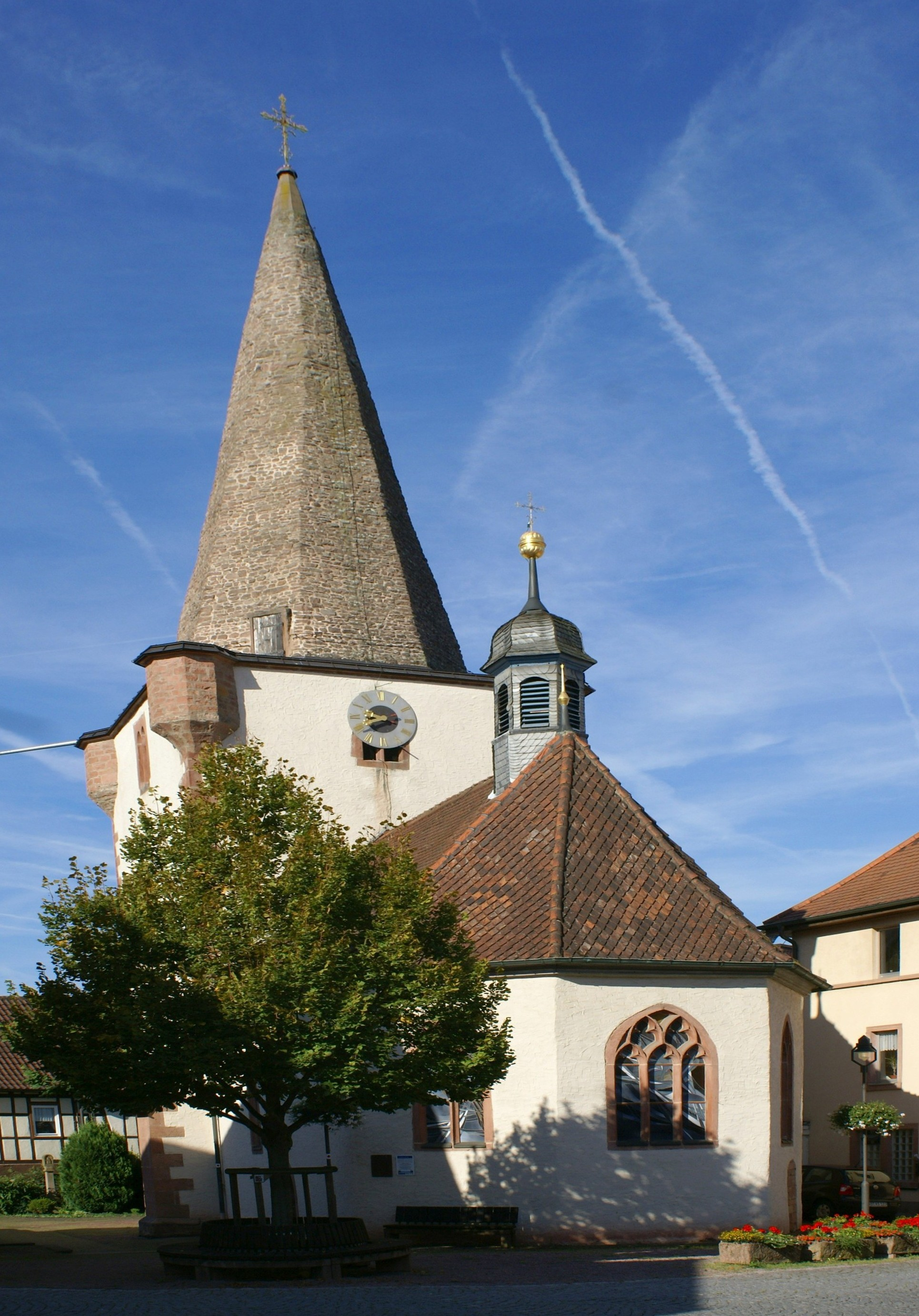